# Trimerotropis pistrinaria
Trimerotropis pistrinaria är en insektsart som beskrevs av Henri Saussure 1884. Trimerotropis pistrinaria ingår i släktet Trimerotropis och familjen gräshoppor. Inga underarter finns listade i Catalogue of Life.